# Microrégion d'Esperança
La microrégion d'Esperança est l'une des huit microrégions qui subdivisent l'agreste de l'État de la Paraíba au Brésil.
Elle comporte 4 municipalités qui regroupaient 49 605 habitants en 2006 pour une superficie totale de 275 km².

## Municipalités[1]
- Areial
- Esperança
- Montadas
- São Sebastião de Lagoa de Roça